# Grundtvigs Allé
Grundtvigs Allé er en vej i Sønderborg Den tjener som en slags omfartsvej eller ringvej gennem den østlige bydel. Den er ca. 4,2 km lang. Vejen er opkaldt efter N.F.S. Grundtvig.
Vejen tager sin begyndelse ved i syd, hvor den starter i et t-kryds med Hiort Lorenzens Vej og går derpå i nordlig retning, krydser Søndre Landevej, Augustenborg Landevej og Nørrekobbel, før den ender i en dobbelt-sporet rundkørsel ved Omfartsvejen (primærrute 8).
På vejen ligger bl.a. Alssundgymnasiet, Sønderskovskolen, Business College Syd og der passeres også aflastningscentret Center Øst før man kommer til Scandic Sønderborg ved den nordlige rundkørsel.
54°54′50.11″N 9°48′37.61″Ø / 54.9139194°N 9.8104472°Ø
| Trafik | Spire Denne trafikartikel er en spire som bør udbygges. Du er velkommen til at hjælpe Wikipedia ved at udvide den. |